# Governo Fanfani I
Il Governo Fanfani I è stato il nono esecutivo della Repubblica Italiana, il terzo della II legislatura.
Esso, nato in seguito alle dimissioni del governo precedente, rimase in carica dal 19 gennaio al 10 febbraio 1954 (sebbene già dimissionario dal precedente 30 gennaio), per un totale di appena 22 giorni, essendosi visto rifiutare la fiducia dal Parlamento. 
Si tratta del governo di minore durata della Repubblica Italiana e del secondo più corto della storia d'Italia dopo il governo Tittoni.

## Compagine di governo

### Appartenenza politica
L'appartenenza politica dei membri del Consiglio dei ministri si può così riassumere:
| Partito | Partito              | Presidente | Ministri | Commissari | Sottosegretari | Totale |
| ------- | -------------------- | ---------- | -------- | ---------- | -------------- | ------ |
|         | Democrazia Cristiana | 1          | 18       | 4          | 29             | 52     |
| Totale  | Totale               | 1          | 18       | 4          | 29             | 52     |

### Provenienza geografica

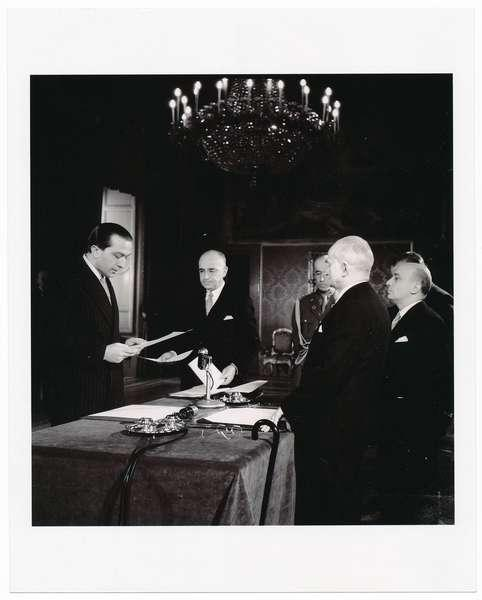
Giulio Andreotti durante la cerimonia di giuramento al cospetto del presidente della Repubblica Luigi Einaudi e di Amintore Fanfani.

La provenienza geografica dei membri del Consiglio dei ministri si può così riassumere:
| Regione               | Presidente | Ministri | Commissari | Sottosegretari | Totale |
| --------------------- | ---------- | -------- | ---------- | -------------- | ------ |
| Toscana               | 1          | -        | -          | 1              | 2      |
| Lazio                 | -          | 4        | -          | 4              | 8      |
| Veneto                | -          | 4        | -          | 3              | 7      |
| Lombardia             | -          | 1        | -          | 4              | 5      |
| Sicilia               | -          | 2        | -          | 2              | 4      |
| Emilia-Romagna        | -          | 2        | 1          | -              | 3      |
| Puglia                | -          | 1        | 1          | 1              | 3      |
| Liguria               | -          | 1        | -          | 2              | 3      |
| Campania              | -          | -        | -          | 3              | 3      |
| Piemonte              | -          | -        | -          | 3              | 3      |
| Calabria              | -          | 1        | -          | 1              | 2      |
| Trentino-Alto Adige   | -          | -        | 1          | 1              | 2      |
| Sardegna              | -          | -        | -          | 2              | 2      |
| Marche                | -          | 1        | -          | -              | 1      |
| Friuli-Venezia Giulia | -          | -        | 1          | -              | 1      |
| Abruzzo               | -          | -        | -          | 1              | 1      |
| Basilicata            | -          | -        | -          | 1              | 1      |

### Situazione parlamentare
Al momento del voto di fiducia parlamentare (30 gennaio alla Camera dei Deputati):
| Camera                  | Collocazione     | Partiti                                                   | Seggi     |
| ----------------------- | ---------------- | --------------------------------------------------------- | --------- |
| Camera dei Deputati     | Governo          | DC (262)                                                  | 262 / 590 |
| Camera dei Deputati     | Appoggio esterno | PRI (5)                                                   | 5 / 590   |
| Camera dei Deputati     | Astensione       | PLI (14), Misto (4)                                       | 18 / 590  |
| Camera dei Deputati     | Opposizione      | PCI (143), PSI (75), PNM (39), MSI (29), PSDI (19)        | 305 / 590 |
| Senato della Repubblica | Governo          | DC (111)                                                  | 111 / 243 |
| Senato della Repubblica | Appoggio esterno | Misto (2)                                                 | 2 / 243   |
| Senato della Repubblica | Astensione       | Misto (13)                                                | 13 / 243  |
| Senato della Repubblica | Opposizione      | PCI (49), PSI (28), PNM (15), SI (10), MSI (9), Misto (6) | 117 / 243 |

## Composizione
| Carica                                | Titolare                              | Titolare                                          | Titolare                              | Sottosegretari |
| Presidenza del Consiglio dei ministri | Presidenza del Consiglio dei ministri | Presidenza del Consiglio dei ministri             | Presidenza del Consiglio dei ministri | Sottosegretario di Stato alla Presidenza del Consiglio                                                                             |
| ------------------------------------- | ------------------------------------- | ------------------------------------------------- | ------------------------------------- | --- |
| Presidente del Consiglio dei ministri |                                       |                                                   | Amintore Fanfani (DC)                 | - Mariano Rumor (DC) Sottosegretario del Consiglio dei ministri - Carlo Russo (DC) - Roberto Lucifredi (DC) - Giuseppe Ermini (DC) |
| Ministri senza portafoglio            |                                       |                                                   |                                       | |
| Ministri senza portafoglio            |                                       |                                                   | Umberto Tupini (DC)                   | Umberto Tupini (DC) |
| Ministri senza portafoglio            |                                       | Pietro Campilli (DC)                              |                                       | |
| Ministero                             | Ministri                              | Ministri                                          | Ministri                              | Sottosegretari di Stato |
| Affari esteri                         |                                       |                                                   | Attilio Piccioni (DC)                 | - Lodovico Benvenuti (DC) - Francesco Maria Dominedò (DC)                                                                          |
| Interni                               |                                       |                                                   | Giulio Andreotti (DC)                 | - Guido Bisori (DC) - Antonio Maxia (DC)                                                                                           |
| Bilancio                              |                                       |                                                   | Ezio Vanoni (DC)                      | - Mario Ferrari Aggradi (DC) |
| Finanze                               |                                       |                                                   | Adone Zoli (DC)                       | - Edgardo Castelli (DC) - Raffaele Resta (DC)                                                                                      |
| Tesoro                                |                                       |                                                   | Silvio Gava (DC)                      | - Giustino Valmarana (DC) - Angelo Giacomo Mott (DC) - Giuseppe Arcaini (DC)                                                       |
| Grazia e Giustizia                    |                                       |                                                   | Michele De Pietro (DC)                | - Ercole Rocchetti (DC) |
| Difesa                                |                                       |                                                   | Paolo Emilio Taviani (DC)             | - Giacinto Bosco (DC) - Edoardo Martino (DC)                                                                                       |
| Industria e Commercio                 |                                       |                                                   | Salvatore Aldisio (DC)                | - Emilio Battista (DC) - Gioacchino Quarello (DC)                                                                                  |
| Commercio con l'Estero                |                                       |                                                   | Giordano Dell'Amore (DC)              | - Mario Martinelli (DC) |
| Agricoltura e Foreste                 |                                       |                                                   | Giuseppe Medici (DC)                  | - Mario Riccio (DC) - Mario Vetrone (DC)                                                                                           |
| Lavori Pubblici                       |                                       |                                                   | Umberto Merlin (DC)                   | - Emilio Colombo (DC) |
| Lavoro e Previdenza Sociale           |                                       |                                                   | Luigi Gui (DC)                        | - Vittorio Pugliese (DC) - Oscar Luigi Scalfaro (DC)                                                                               |
| Trasporti                             |                                       |                                                   | Bernardo Mattarella (DC)              | - Salvatore Mannironi (DC) |
| Marina Mercantile                     |                                       |                                                   | Fernando Tambroni (DC)                | - Corrado Terranova (DC) |
| Poste e Telecomunicazioni             |                                       |                                                   | Gennaro Cassiani (DC)                 | - Gaetano Vigo (DC) |
| Pubblica Istruzione                   |                                       |                                                   | Egidio Tosato (DC)                    | - Giovanni Battista Scaglia (DC)                                                                                                   |
| Alti Commissariati                    |                                       |                                                   |                                       | |
| Alimentazione                         |                                       |                                                   | Giuseppe Medici (DC)                  | Giuseppe Medici (DC) |
| Igiene e Sanità Pubblica              |                                       |                                                   | Tiziano Tessitori (DC)                | Tiziano Tessitori (DC) |
| Igiene e Sanità Pubblica              |                                       | Beniamino De Maria (DC) Alto Commissario Aggiunto |                                       | |
| Turismo                               |                                       |                                                   | Pietro Romani (DC)                    | Pietro Romani (DC) |

## Cronologia

### 1954

#### Gennaio
- 5 gennaio - Il Presidente del Consiglio Giuseppe Pella si dimette in seguito ad alcuni contrasti con il suo partito, Democrazia Cristiana, che era contrario ad un rimpasto di governo per la nomina di Salvatore Aldisio al posto di Rocco Salomone al ministero dell'agricoltura[6].
- 18 gennaio - Il leader del Partito Socialista Italiano, Pietro Nenni fa un discorso di apertura verso il sostegno al governo Fanfani al Teatro Alfieri di Torino senza però entrare nella maggioranza[7].
- 19 gennaio - Presta giuramento il governo monocolore di Amintore Fanfani nelle mani del presidente Luigi Einaudi e la sera stessa del giuramento Fanfani va a colloquio con Donato Menichella, presidente della Banca d'Italia, per parlare della situazione economica italiana[2].
- 30 gennaio - Il Governo non ottiene la fiducia alla Camera, infatti ottiene 260 voti favorevoli, 303 voti contrari e 12 astenuti su 563 presenti[8][9]; quindi Fanfani si dimette la sera stessa[10].

#### Febbraio
- 10 febbraio - Con il giuramento del nuovo governo di Mario Scelba termina ufficialmente il primo governo Fanfani.

### Esplicative
1. 1 2  Tecnicamente, secondo il Regolamento, nei voti di fiducia parlamentare essa corrisponde ad un voto contrario e dunque tale posizione avrebbe avuto effetto solo per permettere al governo di perseguire stabilmente il proprio indirizzo politico, qualora fosse entrato in carica stabilmente.
2. ↑  SVP (3), Altri (1) - Il deputato Alessandro Scotti.
3. ↑  Tecnicamente al Senato la votazione non si tenne mai, poiché già la Camera aveva rigettato la questione di fiducia. Il posizionamento rappresentato è dunque frutto di uno scenario ideale, tenendo conto delle posizioni dei partiti politici e dei rappresentanti, sia in generale che alla Camera.
4. ↑  PRI (2).
5. ↑  PLI (4), SVP (2), Altri (7) - I senatori Pietro Canonica, Enrico De Nicola, Pasquale Jannaccone, Cesare Merzagora, Raffaele Cadorna, Santi Savarino e Giuseppe Bosia.
6. ↑  PSDI (4), Altri (2) - I senatori Gaetano De Sanctis e Luigi Sturzo.

### Bibliografiche
1. ↑   I nuovi Sottosegretari, in La Stampa, 20 gennaio 1954,  p. 1.
«Roma, 19 gennaio. Einaudi ha salutato con parole di cordialità i vecchi ministri ed i nuovi che gli venivano presentati dal Presidente del Consiglio, il quale aveva prestato giuramento in precedenza, con una cerimonia a parte.»
2. 1 2   Fanfani ha formato il governo che oggi presterà giuramento, su archiviolastampa.it, 19 gennaio 1954.
3. ↑   Stamane al Quirinale cerimonia del giuramento, in Corriere d'Informazione, 19 gennaio 1954,  p. 1.
4. ↑   Il nuovo ministero Scelba ha prestato giuramento al Quirinale, su archiviolastampa.it, 11 febbraio 1954.
5. ↑  Seduta del 30 gennaio 1954
6. ↑   Giuseppe Pella sul Dizionario biografico degli italiani, su treccani.it.
7. ↑  La Stampa, 18 gennaio 1954 pag.2
8. ↑   II Legislatura - 25 giugno 1953-11 giugno 1958 - Governo Fanfani I, su dellarepubblica.it.
9. ↑   Il ministero Fontani è caduto con 303 voti contrari e 260 favorevoli, in Stampa Sera, 30 gennaio 1954,  p. 1.
10. ↑   Sabato 30 gennaio 1954 - Il Presidente della Repubblica riceve in udienza, su archivio.quirinale.it.